# لتیسیا رومرو
لتیسیا رومرو (اسپانیایی: Leticia Romero‎؛ زادهٔ ۲۸ مهٔ ۱۹۹۵) بازیکن بسکتبال اهل اسپانیا است.
وی در مسابقات کشوری و بین‌المللی در مجموع برندهٔ ۱ مدال طلا، ۲ مدال نقره، ۱ مدال برنز شده‌است.